# Даниленко Валентина Петрівна
Валентина Петрівна Даниленко (нар. 13 січня 1957, с. Карапиші Миронівський район Київська область) — фахівець у галузі тваринництва, почесний член НААН України, кандидат сільськогосподарських наук, професор, генеральний директор СТОВ «Агросвіт»

## Життєпис
Закінчила Київське медичне училище та економічний факультет Білоцерківського державного аграрного університету, отримавши кваліфікацію менеджера-економіста. Працювала медсестрою в Олександрівському ФАПі, у Миронівській ЦРЛ та в Карапишівській дільничній лікарні.
З 1986 по 1998 рік – помічник голови ЗАТ «Карапиші», у 1998 році обрана його головою.
З 2000 року – голова, а з 2001 — генеральний директор СТОВ «Агросвіт».
Депутат Київської обласної ради ІV та VI скликань, депутат Миронівської районної ради V скликання, з серпня 2010 року — член колегії Миронівської райдержадміністрації, член виконавчого комітету Карапишівської сільської ради.

## Наукова діяльність
У 2007 році в Інституті розведення і генетики тварин УААН захистила дисертацію на тему: «Науково-практичне обґрунтування методів формування високопродуктивного стада молочної худоби», здобувши науковий ступінь кандидата сільськогосподарських наук.  Науковою новизною стали всебічно вивчені гено- та паратипові фактори, що впливають на молочну продуктивність, відтворну і адаптаційну здатність, технологічні й екстер'єрні особливості тварин української чорно-рябої молочної та голштинської порід за формування високопродуктивного і рентабельного стада. Вперше досліджено ефективність вирощування ремонтного молодняку за умов використання автоматизованого випоювання телятам молока та частоту форм успадкування племінної цінності за надоєм корів досліджуваних порід.
У тому ж 2007 році обрана почесним членом УААН (відділення зоотехнії).
Опублікувала 10 наукових праць у 6-ти фахових виданнях. Відома серед ділових та наукових кіл як практик по впровадженню в сільськогосподарському виробництві кращих світових та вітчизняних технологій у галузях тваринництва та рослинництва.

## Відзнаки та нагороди
- «Відмінник освіти України» (2001 р.);
- Почесна грамота Верховної Ради України «За заслуги перед українським народом» (2005 р.);
- Заслужений працівник сільського господарства України (2009 р.);
- Нагороджена  орденами «За заслуги» II та ІІІ ступенів, Миколи Чудотворця І ст. та Княгині Ольги, Почесною Грамотою Київської облдержадміністрації.